# Antoine Balpêtré
Antoine Balpêtré (Lione, 3 maggio 1898 – Parigi, 29 marzo 1963) è stato un attore francese.

## Biografia
Balpêtré è stato un attore di teatro e del cinema francese, fu assunto al Teatro dell'Odéon per poi entrare nel 1934 alla Comédie-Française. È apparso nel cinema dagli anni '30 fino ali anni '60. Zio dell'attore Jacques Perrin e dell'attrice Eva Simonet.

## Filmografia

### Cinema
- L'agonia delle aquile (L'agonie des aigles), regia di Roger Richebé (1933)
- La maison du mystère, regia di Gaston Roudès (1933)
- Gaspard de Besse, regia di André Hugon (1935)
- Il mondo crollerà (Le monde tremblera), regia di Richard Pottier (1939)
- Le duel, regia di Pierre Fresnay (1941)
- L'assassino abita al 21 (L'assassin habite... au 21), regia di Henri-Georges Clouzot (1942)
- Picpus, regia di Richard Pottier (1943)
- La mano del diavolo (La main du diable), regia di Maurice Tourneur (1943)
- Il corvo (Le Corbeau), regia di Henri-Georges Clouzot (1943)
- Le visiteur, regia di Jean Dréville (1946)
- Fort de la solitude, regia di Robert Vernay (1948)
- La figure de proue, regia di Christian Stengel (1948)
- Paysans noirs, regia di Georges Régnier (1948)
- Fantomas contro Fantomas (Fantômas contre Fantômas), regia di Robert Vernay (1949)
- Suzanne et ses brigands, regia di Yves Ciampi (1949)
- Le paradis des pilotes perdus, regia di Georges Lampin (1949)
- Millionnaires d'un jour, regia di André Hunebelle (1949)
- Orage d'été, regia di Jean Gehret (1949)
- Plus de vacances pour le Bon Dieu, regia di Robert Vernay (1950)
- Giustizia è fatta (Justice est faite), regia di André Cayatte (1950)
- Dio ha bisogno degli uomini (Dieu a besoin des hommes), regia di Jean Delannoy (1950)
- Il diario di un curato di campagna (Journal d'un curé de campagne), regia di Robert Bresson (1951)
- Tormento che uccide (Bel amour), regia di François Campaux (1951)
- Il piacere (Le plaisir), regia di Max Ophüls (1952)
- Siamo tutti assassini (Nous sommes tous des assassins), regia di André Cayatte (1952)
- Il figlio di Lagardère, regia di Fernando Cerchio (1952)
- Le chemin de Damas, regia di Max Glass (1952)
- Allarme a sud (Alerte au sud), regia di Jean-Devaivre (1953)
- Rabbia in corpo (La rage au corps), regia di Ralph Habib (1954)
- La neige était sale, regia di Luis Saslavsky (1954)
- Prima del diluvio (Avant le déluge), regia di André Cayatte (1954)
- Adam est... Ève, regia di René Gaveau (1954)
- Mourez, nous ferons le reste, regia di Christian Stengel (1954)
- L'uomo e il diavolo (Le rouge et le noir), regia di Claude Autant-Lara (1954)
- Casa Ricordi, regia di Carmine Gallone (1954)
- Una donna libera, regia di Vittorio Cottafavi (1954)
- Fascicolo nero (Le dossier noir), regia di André Cayatte (1955)
- Il piccolo vetraio, regia di Giorgio Capitani (1955)
- Si Paris nous était conté, regia di Sacha Guitry (1956)
- Le Cas du docteur Laurent, regia di Jean-Paul Le Chanois (1957)
- I vampiri, regia di Riccardo Freda e Mario Bava (1957)
- Arènes joyeuses, regia di Maurice de Canonge (1958)
- Questo corpo tanto desiderato (Ce corps tant désiré), regia di  (1959)
- Katia, regina senza corona (Katia), regia di Robert Siodmak (1959)
- Una ragazza per l'estate (Une fille pour l'été), regia di Édouard Molinaro (1960)
- Le mani dell'altro (The Hands of Orlac), regia di Edmond T. Gréville (1960)
- Il presidente (Le président), regia di Henri Verneuil (1961)
- Il re dei falsari (Le cave se rebiffe), regia di Gilles Grangier (1961)
- I peccatori della foresta nera (La chambre ardente), regia di Julien Duvivier (1962)
- Donne senza paradiso - La storia di San Michele (Axel Munthe - Der Arzt von San Michele), regia di Giorgio Capitani, Rudolf Jugert e Georg Marischka (1962)
- Il paladino della corte di Francia (La salamandre d'or), regia di Maurice Régamey (1962)
- Il grande ribelle (Mathias Sandorf), regia di Georges Lampin (1963)
- L'espionne sera à Nouméa, regia di Georges Péclet (1963)

### Televisione
- En votre âme et conscience - serie TV (1957)